# My Favorite Brunette
My Favorite Brunette (Brasil: Minha Morena Linda / Portugal: Morena e Perigosa) é um filme estadunidense de 1947, do gênero comédia de mistério, dirigido por Elliott Nugent e estrelado por Bob Hope e Dorothy Lamour. Esta é a primeira produção da Hope Enterprises, empresa criada por Hope para cuidar de sua carreira e que o transformou em multimilionário, talvez o maior do mundo do entretenimento. O filme é uma sátira ao estilo noir, com Hope em papel semelhante ao detetive Philip Marlowe, famosa criação de Raymond Chandler.
Bing Crosby e Alan Ladd aparecem em pontas não creditadas, como carrasco e detetive, respectivamente.
My Favorite Brunette é um dos dez melhores filmes de Dorothy Lamour, segundo o historiador Ken Wlaschin.

## Sinopse
Para sua alegria, o pacato fotógrafo Ronnie Jackson é confundido com um detetive particular pela misteriosa Carlotta Montay, que o contrata para localizar seu tio barão. As investigações de Ronnie levam-no a um sanatório, onde é alvo de gângsteres, e ao geólogo James Collins, codificador de um mapa que Carlotta lhe entregara anteriormente. Quando James é assassinado, Carlotta acusa Ronnie do crime e ele vai para a prisão.

## Elenco
| Ator/Atriz     | Personagem           |
| -------------- | -------------------- |
| Bob Hope       | Ronnie Jackson       |
| Dorothy Lamour | Carlotta Montay      |
| Peter Lorre    | Kismet               |
| Lon Chaney Jr. | Willie               |
| John Hoyt      | Doutor Lundau        |
| Charles Dingle | Major Simon Montague |
| Reginald Denny | James Collins        |
| Frank Puglia   | Barão Montay         |